# M. Emmet Walsh
Michael «M». Emmet Walsh (Ogdensburg, Nueva York; 22 de marzo de 1935-St. Albans, Vermont; 19 de marzo de 2024) fue un actor estadounidense. Es conocido por sus papeles como actor secundario, habiendo aparecido en más de cien producciones de cine y televisión.

## Biografía
Walsh, de ascendencia irlandesa, nació en Ogdensburg, Nueva York, hijo de Agnes Kathrine (Sullivan) y Harry Maurice Walsh, Sr., un agente de aduanas. Creció en un área rural de Vermont. Después de asistir a la Universidad de Clarkson, debuta como actor en el drama criminal de 1978 Straight Time, donde hizo el papel de un sádico oficial de libertad condicional. Uno de sus papeles más elogiados fue el de Bryant en la clásica película de culto Blade Runner, dirigida por Ridley Scott. Otro de los papeles más notables es el de detective privado en Blood Simple (1984), primera película de los hermanos Coen, actuación que le valió el premio Independent Spirit Award como Mejor actor en 1986. Tuvo apariciones como invitado en la serie Home Improvement, haciendo del suegro del protagonista. En Una Navidad de locos (2004) hizo el papel de uno de los vecinos.

## Regla Stanton-Walsh
Según la regla Stanton-Walsh del crítico Roger Ebert, «ninguna película con Harry Dean Stanton o M. Emmet Walsh como actores de reparto puede ser totalmente mala». Más tarde, Ebert admitió que esta regla se rompió con Wild Wild West (1999).

## Filmografía

### Cine y televisión
- Alice's Restaurant (1969) – Group W Sergeant
- Midnight Cowboy (1969) – pasajero en el autobús
- Little Big Man (1970) – Shotgun Guard
- Escape from the Planet of the Apes (1971) - ayuda de cámara del general Winthrop
- What's Up, Doc? (1972) – Arresting Officer
- Get to Know Your Rabbit (1972) – Mr. Wendel
- Kid Blue (1973) – Jonesy
- Serpico (1973) – Chief Ghallagher
- Doctor Dan (1974) – Mr. Wallace
- At Long Last Love (1975) – Harold
- Crime Club (1975) – Teniente Jack Doyle
- The Invasion of Johnson County (1976) – Irvine
- Mikey and Nicky (1976) – conductor del autobús
- Slap Shot (1976) – Dickie Dunn
- Airport '77 (1977) – Dr. Williams
- Red Alert (1977) – Sheriff Sweeney
- Superdome (1978) – Whitley
- A Question of Guilt (1978) – McCarthy
- Straight Time (1978) – Earl Frank
- Dear Detective (1979) – Capt. Gorcey
- The Fish That Saved Pittsburgh (1979) – Wally Cantrell
- The Jerk (1979) – loco
- Brubaker (1980) – C.P. Woodward
- Raise the Titanic (1980) – Master Chief Walker
- Ordinary People (1980) – Entrenador Salan
- Black Roads (1981) – Arthur
- Reds (1981) - orador en el Liberal Club
- Cannery Row (1982) – Mack
- The Escape Artist (1982) – Fritz
- Blade Runner (1982) – Bryant
- Fast-Walking (1982) – Sargento Sanger
- Silkwood (1983) – Walt Yarborough
- Courage (1984) – Coronel Crouse
- Grandview, U.S.A. (1984) – Mr. Clark
- The Pope of Greenwich Village (1984) – Burns
- Blood Simple (1984) – Loren Visser
- Missing in Action (1984) – Tuck
- Fletch (1985) – Dr. Joseph Dolan
- Wildcats (1986) – Walt Coes
- Critters (1986) – Harv
- The Best of Times (1986) - Charlie
- Back to School (1986) – Entrenador Turnbull
- Harry and the Hendersons (1987) – George Henderson Sr.
- No Man's Land (1987) – Capt. Haun
- Raising Arizona (1987) – Machine Shop Ear-Bender
- Clean and Sober (1988) – Richard Dirks
- War Party (1988) – Colin Ditwelier
- Red Scorpion (1989) – Dewey Furguson
- Catch Me... If You Can (1989) - Johnny Phatmun
- Chattahoochee (1989) – Morris
- Love and Lies (1990) – Clyde Wilson
- The Flash (1990) – Henry Allen
- Narrow Margin (1990)- Sargento Dominick Benti
- Fourth Story (1991) – Harry
- Silverfox (1991) – Charles Blankenship
- The Naked Truth (1992) – Garcia
- Killer Image (1992) – John Kane
- White Sands (1992) – Bert Gibson
- Equinox  (1992) - Pete Petosa
- Bitter Harvest (1993) – Sheriff Bob
- The Music of Chance (1993) – Caretaker Calvin Murks
- Relative Fear (1994) – Earl Ladelle
- Camp Nowhere (1994) – T. R. Polk
- Probable Cause (1994) – Sadler
- The Glass Shield (1994) – Hal
- Cops & Robbersons (1994)
- Criminal Hearts (1995) – Martin
- Dead Badge (1995) – Sgt. Miller Hoskins
- Free Willy 2: The Adventure Home (1995) – Bill Wilcox
- Panther (1995) – Dorsett
- The Killing Jar (1996) – Sheriff Foley
- Portraits of a Killer (1996) – Raymond Garrison
- Albino Alligator (1996) – Dino
- A Time to Kill (1996) – Dr. Willard Tyrell Bass
- William Shakespeare's Romeo + Juliet (1996) – farmacéutico
- Retroactive (1997) – Sam
- La boda de mi mejor amigo (1997) – Joe O'Neal
- Twilight (1998) – Lester Ivar
- Erasable You (1998) – Ralph Worth
- Nightmare in Big Sky Country (1998) – Marshal Phillips
- "The Unnatural" (capítulo de The X-Files, 1999) – Arthur Dales
- Wild Wild West (1999) – Coleman
- The Iron Giant (1999) – Earl Stutz (voz)
- Eyeball Eddie (2000) – Entrenador Cook
- Poor White Trash (2000) – Judge Pike
- Jack of Hearts (2000) – Menlo Boyce
- Christmas in the Clouds (2001) – Stu O'Malley
- Snow Dogs (2002) – George Murphy
- Baggage (2003) – Sandy Westphall
- Greener Mountains (2004) – Muggs
- Christmas with the Kranks (2004) – Walt Sheel
- Racing Stripes (2005) – Woodzie
- Man in the Chair (2007) – Mickey Hopkins
- Big Stan (2007) – Lew Popper
- Sherman's Way (2008) – Hoyt
- Chasing 3000 (2008) – Chuck Ireland
- Your Name Here (2008) – Kroger
- Haunted Echoes (2008) – Neil
- The Assignment (2009) – Mr. Beudreaux
- Youth in Revolt (2009)
- Don McKay (2009) – Samuel
- Knives Out (2019)
- Outlaw Posse (2024)[6]